# Svartbukig amarant
Svartbukig amarant (Lagonosticta rara) är en fågel i familjen astrilder inom ordningen tättingar.

## Utseende och läte
Hane svartbukig amarant är en mestadels rosaröd fågel, honan med brunt på ryggen, grått på huvudet och skäraktig undersida. Båda könen har mörk näbb med skäraktig näbbrot, utbrett med svart på buken och inga fläckar på undersida. Arten liknar flera andra amaranter, men urskiljer sig på avsaknaden av fläckar undertill, hanen därtill på helrött huvud. Sången består av en serie låga visslingar, medan det bland lätena hörs "chet" och en kort drill.

## Utbredning och systematik
Svartbukig amarant delas in i två underarter med följande utbredning:
- Lagonosticta rara forbesi – förekommer från Senegal till Nigeria
- Lagonosticta rara rara – förekommer norra Kamerun till nordöstra Kongo-Kinshasa, Sydsudan, norra Uganda och västra Kenya

## Levnadssätt
Svartbukig amarant hittas i skogsbryn, igenvuxen jordbruksbygd, lummig savann och buskmarker. Den ses vanligen i par eller smågrupper, ibland tillsammans med andra astrilder.

## Status
Arten har ett stort utbredningsområde och beståndet anses vara stabilt. Internationella naturvårdsunionen IUCN listar den därför som livskraftig (LC).